# Стоцький Микола Вікторович
Мико́ла Ві́кторович Сто́цький (нар. 17 вересня 1968, Великі Мошки, Овруцький район, Житомирська область, УРСР — пом. 7 серпня 2015, Трьохізбенка, Новоайдарський район, Луганська область, Україна) — український військовик, прапорщик, розвідник 8 роти 92-ї окремої механізованої бригади. Кавалер ордена «За мужність» III ступеня.

## Життєпис
Микола Стоцький народився в селі Великі Мошки, Овруцького району, Житомирської області. У 2010 році був обраний депутатом Раківщинської сільської ради. Микола Стоцький був мобілізований до Збройних сил України 25 квітня 2015 року. До війни завідував Великомошківським сільським клубом.
Залишилися дружина та двоє дітей (молодший 2014 р.н.).
Похований на цвинтарі села Великі Мошки, Овруцький район, Житомирська область.

## Обставини загибелі
7 серпня 2015 року під час виконання бойового завдання в районі с. Трьохізбенка (Луганська область) група військовиків внаслідок бойового зіткнення потрапила в полон. Коли їх вели через мінне поле, солдат Олег Чепеленко підірвав себе на «розтяжці» разом з російськими бойовиками. Внаслідок цього вибуху загинув і Микола.

## Нагороди
26 лютого 2015 року за особисту мужність і героїзм, виявлені у захисті державного суверенітету та територіальної цілісності України, вірність військовій присязі під час російсько-української війни, відзначений — нагороджений орденом «За мужність» III ступеня (посмертно).

## Вшанування пам'яті
На фасаді школи села Раківщина, що в Овруцькому районі, 15 березня 2016 року відкрили пам'ятну дошку колишньому учню, захиснику України, який загинув, відстоюючи її незалежність, Миколі Стоцькому.